# Jon Moya Martín
Jon Moya Martín (5 de enero de 1983) es un exfutbolista español que jugó como defensa central o lateral izquierdo. Se formó en las categorías inferiores del Athletic Club y se retiró en las filas del Club Portugalete.

## Trayectoria
Jon llegó a la cantera del Athletic Club, en categoría infantil, en 1995. Tras destacar en el CD Basconia en la temporada 2001-02, promocionó al Bilbao Athletic de Segunda B. Tras dos campañas con poca participación, se hizo con la titularidad en el filial en la campaña 2004-05.
El 16 de marzo de 2005 debutó en Primera División como titular, en San Mamés, ante el Getafe (1-2) por un acto de indisciplina de Asier del Horno.Cuatro días después participó en el triunfo frente a la Levante UD (2-1), siendo éste su último partido en el primer equipo rojiblanco.En julio de 2005 fue cedido a la SD Eibar de Segunda División.Tras no tener oportunidades en el club guipuzcoano, fue cedido al Terrasa en enero de 2006.
En agosto de 2006 fue cedido al Barakaldo por una temporada.Regresó al club rojiblanco para jugar en el Bilbao Athletic en la temporada 2007-08.En julio de 2008, tras rescindir su contrato con el Bilbao Athletic, firmó con la UE Lleida.En su primera temporada disputó 30 encuentros y marcó 5 tantos, siendo éste su mejor registro goleador como profesional. Tras dos buenas temporadas, en 2010, fichó por el Deportivo Alavés para intentar retornar a Segunda División.En agosto de 2012 recaló en la recién ascendida SD Logroñés.
En 2014 fichó por el Club Portugalete de Tercera División, donde jugó durante siete temporadas y se convirtió en capitán.En enero de 2021, con la llegada de Asier Santana al banquillo, pasó a desempeñar funciones de segundo entrenador.

## Selección nacional
Fue internacional sub-19 con la selección española en dos ocasiones.

## Clubes
| Club                  | País   | Año         |
| --------------------- | ------ | ----------- |
| CD Basconia           | España | 2001 - 2002 |
| Bilbao Athletic       | España | 2002-2008   |
| Athletic Club         | España | 2005        |
| SD Eibar (cedido)     | España | 2005        |
| Terrassa FC (cedido)  | España | 2006        |
| Barakaldo CF (cedido) | España | 2006 - 2007 |
| UE Lleida             | España | 2008 - 2010 |
| Deportivo Alavés      | España | 2010 - 2012 |
| SD Logroñés           | España | 2012 - 2014 |
| Club Portugalete      | España | 2014 - 2021 |